# 235 TCN
235 TCN là một năm trong lịch La Mã. 